# Nyírmihálydi
Nyírmihálydi község Szabolcs-Szatmár-Bereg vármegyében, a Nyírbátori járásban.

## Fekvése
A megye déli szélénél fekszik, a járási székhely Nyírbátortól 23 kilométerre; korábban a Szabolcs vármegye része. A környező települések közül Balkánytól 15, Szakolytól 7, Nyírgelsétől 6, Nyírlugostól 14 kilométerre található.
A közvetlen szomszédos települések: észak felől Nyírgelse, északkelet felől Encsencs, délkelet felől Nyírlugos, dél felől a már Hajdú-Bihar vármegyéhez tartozó Nyíradony, északnyugat felől pedig Szakoly.

### Megközelítése
Legfontosabb közúti megközelítési útvonala A 471-es főút, mely áthalad a község központján. Nyírlugossal a 4914-es, Balkánnyal a 4913-as út köti össze.
A hazai vasútvonalak közül a települést a Apafa–Mátészalka-vasútvonal érinti, melynek egy megállási pontja van itt. Nyírmihálydi megállóhely a belterület északnyugati részén helyezkedik el, közúti elérését a 4913-as útból kiágazó 49 318-as számú mellékút biztosítja.

## Története
Árpád-kori település. Nevét a 13. században említették először Miháldi vagy Mihálydi alakban. A település ekkor a Gutkeled nemzetség birtoka.
1372-ben a Gutkeled nemzetségből származó Rakamazi Domokos a szomszédos Szakoly településért cserébe adta a falut a Kállayaknak.
1471-ben a Kállay család birtoka.
15. század vége felé nagyobb birtokosa többek között a Hodos család, mely még a 17. században is birtokosa volt a településnek.
1774-ben Mihálydi területén több birtokos is osztozott.
Az 1700-as évek végétől az 1800-as évek közepéig főbb birtokosa a báró Eötvös és az Újfalussy család.
Az 1900-as évek elején báró Eötvös Ignác, az Újfalussy, Mandel és Sipos családok a település nagyobb birtokosai.
A 20. században több járás: 1922-től a Ligetaljai, 1950-től a nyírbátori járás területéhez tartozik a falu.
1989-től Nyírbátor vonzáskörzetéhez tartozó település.
1990-től vált önálló önkormányzatú községgé.

## Közélete

### Polgármesterei
- 1990–1994: Kremniczky Károly (független)[3]
- 1994–1998: Kremniczky Károly (független)[4]
- 1998–2002: Nyisztor Ferenc (FKgP)[5]
- 2002–2006: Nyisztor Ferenc (független)[6]
- 2006–2010: Nyisztor Ferenc (független)[7]
- 2010–2011: Dr. Vincze István (független)[8]
- 2012–2014: Dr. Vincze István (független)[9]
- 2014–2019: Dr. Vincze István (Fidesz)[10]
- 2019–2024: Dr. Vincze István (Fidesz-KDNP)[11]
- 2024– : Dr. Vincze István (Fidesz-KDNP)[1]

A településen 2012. január 15-én időközi polgármester-választást tartottak, az előző polgármester lemondása miatt. Lemondása ellenére – úgy tűnik – ő is elindult az időközi választáson, ahol meg is erősítette pozícióját.

## Népesség
A település népességének változása:
| Lakosok száma | 2201 | 2223 | 2255 | 2185 | 2104 | 2123 | 2210 |
|               | 2013 | 2014 | 2015 | 2021 | 2022 | 2023 | 2024 |

2001-ben a település lakosságának 69%-a magyar, 31%-a cigány nemzetiségűnek vallotta magát.
A 2011-es népszámlálás során a lakosok 95,4%-a magyarnak, 38,3% cigánynak, 0,7% görögnek, 0,2% horvátnak, 0,2% németnek, 0,4% románnak, 0,2% ukránnak mondta magát (4,6% nem nyilatkozott; a kettős identitások miatt a végösszeg nagyobb lehet 100%-nál). A vallási megoszlás a következő volt: római katolikus 9,2%, református 59,9%, görögkatolikus 11,5%, felekezeten kívüli 10,5% (8,2% nem válaszolt).
2022-ben a lakosság 90,3%-a vallotta magát magyarnak, 53,9% cigánynak, 0,4% görögnek, 0,5% egyéb, nem hazai nemzetiségűnek (9,7% nem nyilatkozott; a kettős identitások miatt a végösszeg nagyobb lehet 100%-nál). Vallásuk szerint 3,9% volt római katolikus, 40% református, 6,2% görög katolikus, 2% egyéb keresztény, 14,2% felekezeten kívüli (33,7% nem válaszolt).

## Gazdaság
A település szélén található egy szezonáisan üzemelő konzervgyár, ahol zöldség-gyümölcs befőttek gyártása történik.

## Nevezetességei

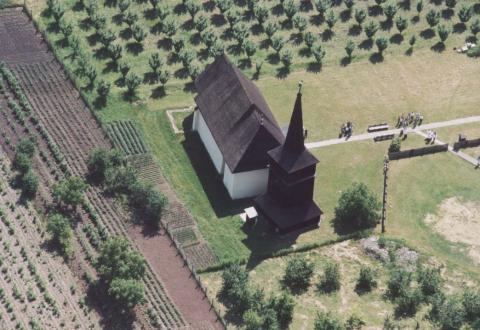
Nyírmihálydi, légi fotó

- Román stílusú templom -  A  13. század második felében emelték. Félköríves szentélyrésze eredetileg talán körtemplomnak épült. A 18. században részben átalakították, ekkor kapta a barokk stílusjegyeket.

A szentély apró, szűk, eredeti rézsűs résablakai megmaradtak, és a sekrestye dongaboltozatának nyomait is megtalálták a feltárások során. A szentélyrésznél valamivel szélesebb hajó északkeleti és délkeleti sarkát egy-egy merőleges, kétosztású támpillér erősíti. A mostani déli bejárat előtt – törtvonalú oromzattal lezárt – késő barokk előcsarnok áll.
A déli hajófal keleti felében a poklot ábrázoló 15. századi falfestmény töredékeit találták meg. A szentély déli, román kori ablakának kávájában is mértani festés látható, s középkori festésnyomok maradtak meg a hajó északkeleti falán és a szószékkorona környékén is.
A hajó déli ablakai körüli piros-kék népi virágos, festett keretelés, azonos jellegű a 18. századi ófehértói és a vámosatyai virágos festéssel. Bejelentkezéssel látogatható!
A településen áll emellett egy Turul-szobor is.

## Híres szülöttei
- A község szülötte Balkányi Szabó Lajos 1823-1889 neves népregeszerző és nótaköltő, a Káka tövén költ a ruca és a Kossuth Lajos azt üzente című ismert dalok szerzője (mindkét mű eredete vitatott).
- Itt született 1877. július 6-án vitéz Újfalussy Gábor magyar lovassági főparancsnok, altábornagy, országgyűlési képviselő.
- Itt született 1944-ben Balogh Tamás színművész, a zalaegerszegi Hevesi Sándor Színház örökös tagja.